# Good Girl Gone Bad Live
Good Girl Gone Bad Live è la prima pubblicazione video della cantante R&B Rihanna, pubblicato nei formati DVD e Blu-Ray il 13 giugno 2008 in Europa e Regno Unito, il 17 in Asia, Australia e Giappone, il 24 in Brasile e il 4 novembre negli Stati Uniti.
Documenta il concerto della cantante tenuto il 6 dicembre 2007 alla Evening News Arena di Manchester in Inghilterra durante il Good Girl Gone Bad Tour.

## Tracce

### DVD
1. Intro – 1:32
2. Pon de Replay – 2:19
3. Break It Off – 2:37
4. Let Me – 3:58
5. Rehab – 4:46
6. Breakin' Dishes – 5:15
7. Is This Love – 3:09 – cover di Bob Marley
8. Kisses Don't Lie – 3:13
9. Scratch – 2:16
10. SOS – 3:40
11. Good Girl Gone Bad – 4:53
12. Hate That I Love You – 3:41
13. Unfaithful – 5:26
14. Sell Me Candy – 4:01
15. Don't Stop the Music – 4:05
16. Push Up on Me – 3:06
17. Shut Up and Drive – 5:04
18. Question Existing – 4:52
19. Umbrella – 5:58
20. Credits – 1:21
21. Documentary – 16:50
22. Hidden Video – 3:00

### CD
1. Pon de Replay – 3:27
2. Break It Off – 2:02
3. Let Me – 4:15
4. Rehab – 3:31
5. Breakin' Dishes – 3:23
6. Is This Love – 3:11 – cover di Bob Marley
7. Kisses Don't Lie – 3:02
8. Scratch – 2:24
9. SOS – 3:33
10. Good Girl Gone Bad – 3:21
11. Hate That I Love You – 3:41
12. Unfaithful – 4:51
13. Sell Me Candy – 3:47
14. Don't Stop the Music – 4:13
15. Push Up on Me – 2:27
16. Shut Up and Drive – 4:48
17. Question Existing – 4:46
18. Umbrella – 4:57

## Classifiche
| Classifica (2008)                          | Posizione massima | Certificazione |
| ------------------------------------------ | ----------------- | -------------- |
| Billboard Chart Billboard Top Music Videos | 6                 | Oro            |
| ARIA Australian Top 50 Music DVDs          | 6                 |                |
| Belgium Music-DVD chart                    | 2                 |                |
| FIMI Italian DVD chart                     | 9                 | Platino        |